# Prince Ranjitsinhji Practising Batting in the Nets
Prince Ranjitsinhji Practising Batting in the Nets er en australsk stumfilm fra 1897 af Henry Walter Barnett.